# Shunsuke Tsutsumi
Shunsuke Tsutsumi (堤 俊輔 Tsutsumi Shunsuke?, nacido el 8 de junio de 1987 en Saitama) es un futbolista japonés que se desempeña como defensa.

## Trayectoria

### Clubes
| Club            | País  | Año         |
| --------------- | ----- | ----------- |
| Urawa Reds      | Japón | 2006 - 2011 |
| Roasso Kumamoto | Japón | 2010        |
| Tochigi SC      | Japón | 2011        |
| Avispa Fukuoka  | Japón | 2012 -      |

## Estadística de carrera

### J. League
| Club            | Año   | J. League | J. League | Copa J. League | Copa J. League | Total | Total |
| Club            | Año   | Part.     | Goles     | Part.          | Goles          | Part. | Goles |
| --------------- | ----- | --------- | --------- | -------------- | -------------- | ----- | ----- |
| Urawa Reds      | 2006  | 0         | 0         | 0              | 0              | 0     | 0     |
| Urawa Reds      | 2007  | 0         | 0         | 2              | 0              | 2     | 0     |
| Urawa Reds      | 2008  | 18        | 0         | 5              | 0              | 23    | 0     |
| Urawa Reds      | 2009  | 0         | 0         | 0              | 0              | 0     | 0     |
| Urawa Reds      | 2010  | 1         | 0         | 1              | 0              | 2     | 0     |
| Roasso Kumamoto | 2010  | 18        | 0         | -              | -              | 18    | 0     |
| Urawa Reds      | 2011  | 0         | 0         | 0              | 0              | 0     | 0     |
| Tochigi SC      | 2011  | 5         | 0         | -              | -              | 5     | 0     |
| Avispa Fukuoka  | 2012  | 23        | 0         | -              | -              | 23    | 0     |
| Avispa Fukuoka  | 2013  | 40        | 1         | -              | -              | 40    | 1     |
| Avispa Fukuoka  | 2014  | 42        | 4         | -              | -              | 42    | 4     |
| Avispa Fukuoka  | 2015  | 40        | 0         | -              | -              | 40    | 0     |
| Avispa Fukuoka  | 2016  | 15        | 0         | 3              | 0              | 18    | 0     |
| Avispa Fukuoka  | 2017  | 17        | 0         | -              | -              | 17    | 0     |
| Total           | Total | 219       | 5         | 11             | 0              | 230   | 5     |